# لاوکو
لاوکو (به ایتالیایی: Lauco) یک کومونه در ایتالیا است که در استان اودینه واقع شده‌است.

## خصوصیات
لاوکو ۳۴٫۵ کیلومترمربع مساحت و ۸۴۵ نفر جمعیت دارد.